# Athena-Verlag
Der ATHENA-Verlag ist ein wissenschaftlicher Fachbuchverlag in Deutschland mit dem Geschäftssitz in Oberhausen. Der Verlag wurde 1996 von Rolf Duscha gegründet. Seit dem Jahreswechsel 2019/2020 erscheint das Fachbuch- und Wissenschaftsprogramm als Imprint bei wbv Publikation, einem Geschäftsbereich der wbv Media GmbH & Co. KG. Rolf Duscha bleibt weiterhin für das Programm verantwortlich, Herstellung, Marketing und Vertrieb übernimmt nun wbv Publikation.

## Verlagsprogramm
Die Schwerpunkte des Programms liegen in den Bereichen Pädagogik (speziell: Sonder- und Heilpädagogik, Kunstpädagogik, Ästhetische Bildung), Kunstgeschichte, Literatur- und Kulturwissenschaft. Publikationen zu bildungstheoretischen Fragestellungen, interdisziplinäre Veröffentlichungen und neue Arbeiten aus Forschung und Lehre stehen hierbei im Vordergrund. Standardwerke wie Kunstdidaktik, Konzeptionen der Kunstdidaktik, Grundstudium Sonderpädagogik oder auch Perspektiven beruflicher Teilhabe stehen neben wissenschaftlichen Monographien zum Thema Inklusion, Bauhaus, Richard Serra, Paul Celan, Friedrich Hölderlin oder Heinrich von Kleist. Studien zu Themen wie unter anderem dem Asperger-Syndrom und Hydrocephalus bilden Grundlagen für weitere Forschungsarbeiten.
Der Verlag führt nach eigenen Angaben etwa 300 Titel in der Backlist und veröffentlicht etwa 45 Neuerscheinungen pro Jahr.

## Schriftenreihen (Auswahl)
- Pädagogik: Perspektiven und Theorien (Herausgeber: Johannes Bilstein)
- Artificium – Schriften zu Kunst und Kunstvermittlung (Herausgeber: Kunibert Bering)
- Kunst und Bildung (Herausgeber: Carl-Peter Buschkühle, Joachim Kettel und Mario Urlaß)
- Kunst und Kulturwissenschaft in der Gegenwart (Herausgeber: Doris Schuhmacher-Chilla)
- Beiträge zur Kulturwissenschaft
- Diskurs Philosophie
- Impulse: Schwere und mehrfache Behinderung (Herausgeber: Andreas Fröhlich, Norbert Heinen, Theo Klauß und Wolfgang Lamers)
- Schriften zur Körperbehindertenpädagogik (Herausgeber: Volker Daut, Reinhard Lelgemann, Jens Boenisch und Annett Thiele)
- Lehren und Lernen mit behinderten Menschen
- Schriften zur Pädagogik bei Geistiger Behinderung (Herausgeber: Erhard Fischer)

## Periodika
Seit 2005 erscheint im ATHENA-Verlag halbjährlich die Zeitschrift Impulse.Kunstdidaktik. Die Beiträge unterstützen die Vorbereitung und Realisation von Kunstunterricht unter aktuellen Aspekten, z. B. des Zentralabiturs. Außerdem behandeln die Impulse.Kunstdidaktik interdisziplinäre Aspekte und Fragen der Transkulturalität, das Verhältnis von Bild und Sprache sowie die Rolle der Kunstdidaktik im Rahmen allgemeiner Bildungsprozesse. Ferner vertreibt der ATHENA-Verlag die im Jahr 2006 in Tirana gegründete germanistische Fachzeitschrift Dituria.